# Suej-čou
Suej-čou (čínsky pchin-jinem Suízhōu, znaky 随州) je městská prefektura v Čínské lidové republice, kde patří do provincie Chu-pej.
Celá prefektura má rozlohu 9 610 čtverečních kilometrů a roku 2020 v ní žily dva miliony obyvatel.

## Správní členění
Městská prefektura Suej-čou se člení na tři celky okresní úrovně, a sice po jednom městském obvodu, městském okresu a okresu.
| Ceng-tu městský okres · Kuang-šuej okres · Suej |        |                       |             |                                         |
| Název                                           | Název  | Počet obyvatel (2020) | Rozloha km² | Hustota zalidnění (obyv. na km²) (2020) |
| český přepis                                    | znaky  | Počet obyvatel (2020) | Rozloha km² | Hustota zalidnění (obyv. na km²) (2020) |
| Městský obvod                                   |        |                       |             |                                         |
| Ceng-tu                                         | 曾都区 | 699 475               | 1 438       | 487                                     |
| Městský okres                                   |        |                       |             |                                         |
| Kuang-šuej                                      | 广水市 | 710 900               | 2 645       | 269                                     |
| Okres                                           |        |                       |             |                                         |
| Suej                                            | 随县   | 637 548               | 5 528       | 115                                     |
|                                                 |        |                       |             |                                         |
| Celkem                                          | Celkem | 2 047 923             | 9 610       | 213                                     |